# ソン・ガンホ
ソン・ガンホ（朝: 송 강호、1967年1月17日 - ）は、大韓民国出身の俳優。

## 来歴

### 生い立ちと演劇活動
1967年、慶尚南道金海市生まれ。中学校2年生の時から俳優を志し、1985年に金海高等学校を卒業。当時の韓国では全国に演劇映画科が5つしかなく、入試に一度失敗した後に釜山の慶尚大学校放送芸能科に入学するが、まもなく入隊することになり中退。除隊後も復学はせず、24歳の時に釜山の地方劇団で演技活動を始めた。劇団で民族劇に参加し、1990年12月に全国教職員労働組合の問題を扱った劇団演友舞台の地方公演『チェ先生』に端役で出演。ソン・ガンホは「演友30年」という本の中で、「演友舞台は私が志向した点を的確に追求していた。そして、その公演は私が進まなければならない方向を正確に捉えた機会であり、新たな勇気と目標を持つきっかけとなった」と語っている。1991年、無計画に演友小劇場に通っては人手不足の作業を手伝っていた中で、演出家のイ・サンウに出会い、団員として受け入れられた。以後、演友舞台で『同乗』、『パク・チョムジ』、『スープがあります』、『女性反乱』、『ピオンソ』など10作余りの演劇作品に助演として出演した。

### 1996年 - 2000年：映画デビューと作品のヒット

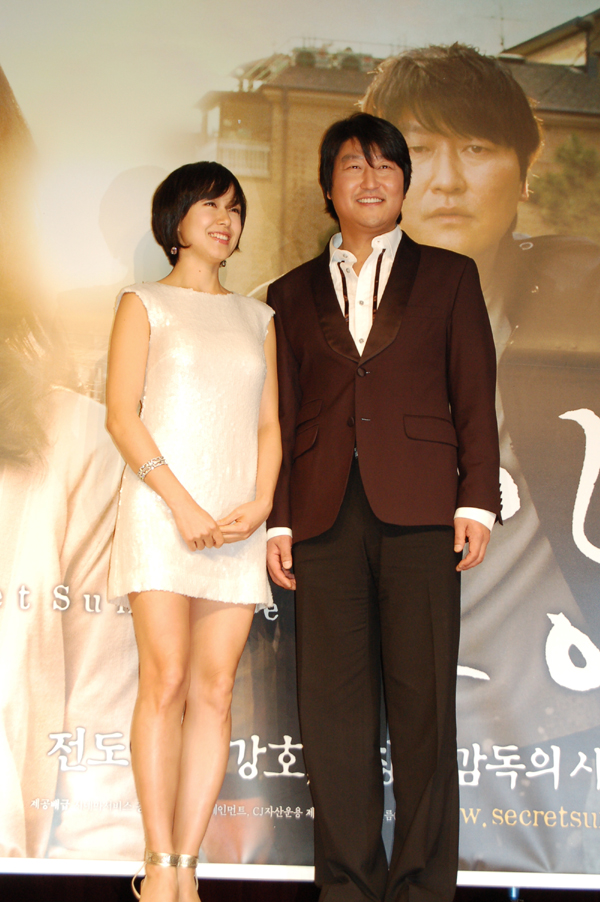
チョン・ドヨンと共に『シークレット・サンシャイン』の試写会でのソン・ガンホ（2007年4月10日）

1996年に、俳優キム・ウィソンの推薦で映画『豚が井戸に落ちた日』にキムの同級生役で出演し、長編映画初出演を果たす。イ・チャンドン監督は舞台『ピオンソ』を観てソンを見出し、1997年公開の映画『グリーンフィッシュ』のパンス役に抜擢。後に、ソン・ガンホは「この非常に重要な作品のお蔭で今の私がある。この映画を通して初めて「映画演技」というものを感じることができた」と語っている。同年、ソン・ヌンハン監督の『ナンバー・スリー』にジョピョル役で出演。この作品で大鐘賞新人男優賞、青龍映画賞助演男優賞などを受賞し、一躍脚光を浴びる。翌1998年には、ムン・ソリと共演した短編映画『愛の力』が公開。同年、キム・ジウン監督のコメディ映画『クワイエット・ファミリー』にヨンミン役で出演し、コミカルな演技で第18回韓国映画評論家協会賞の男性演技者賞を獲得した。
1999年にはカン・ジェギュ監督の映画『シュリ』にイ・ジャンギル役で出演。観客動員数582万人を記録し、当時の国内最多観客動員数を更新。2000年にはコメディ映画『反則王』で初主演を果たす。この映画でソンは銀行員兼レスラーのイム・デホ役を演じ、映画のために実際にレスリングの特訓を行った。後にソン・ガンホはこの映画を最も印象深い作品に挙げ、「物理的に最も極限の状況まで行った作品だったような気がする。もし今レスリングをまたやれと言われたら死んでしまうだろう」と話している。同年、パク・チャヌク監督の映画『JSA』にオ・ギョンピル中士役で出演。南北分断というテーマを人間愛にまで拡張したこの作品は観客動員数583万人を記録し、当時の歴代興行収入1位を記録した。ソン自身も、第1回釜山映画評論家協会賞
、第38回大鐘賞、第3回ドゥーヴィル・アジア映画祭で主演男優賞を受賞し、百想芸術大賞で人気賞を獲得するなど、多数の授賞式でその演技力とスター性を認められた。2019年のインタビューで、ソンはこの作品が俳優人生の転機になったと語り、「『反則王』と『JSA』という二つの映画が封切りした2000年は、俳優人生初期の分岐点になった」とも話している。

### 2001年 - 2014年：韓国の国民的俳優へ
ソン・ガンホは前作に続き、パク・チャヌク監督の映画『復讐者に憐れみを』に出演。韓国初のハードボイルド映画でパク・ドンジン役を演じ、2002年3月29日に封切りを迎えた。
以後ソンが出演した映画は、『殺人の追憶』（2003年）、『グエムル-漢江の怪物-』（2007年）、『グッド・バッド・ウィアード』（2008年）、『義兄弟 SECRET REUNION』（2010年）、『スノーピアサー』（2013年）、『観相師 -かんそうし-』（2013年）、『弁護人』（2013年）などほとんどが興行的に成功し、2014年1月時点で出演映画の通算観客動員数は8,200万人余りに達した。

### 2015年 - 現在：国際的評価の確立
2015年9月16日に、主演映画『王の運命 -歴史を変えた八日間-』が公開。この作品でソンは王位継承正統性議論に苦しむ英祖を演じ、620万人の観客を動員。同年9月にキム・ジウン監督との4作目となる『密偵』は、観客動員数750万人を突破した。2017年、映画『タクシー運転手 約束は海を越えて』で、『義兄弟 SECRET REUNION』でも協働した映画監督チャン・フンと再会。1980年5月の光州民主化運動を背景に、ソウルでタクシー運転手として働く主人公マンソプを演じた。観客動員数は1,200万人を超え、作品は第90回アカデミー賞外国語映画賞韓国代表作に選出された。翌2018年、ウ・ミンホ監督作『麻薬王』にイ・ドゥサム役で主演。翌年の2019年にはポン・ジュノ監督映画『パラサイト  半地下の家族』でポン監督作品に6年ぶりに出演した。作品自体は米アカデミー賞作品賞・監督賞・脚本賞・国際長編映画賞ならびにカンヌ国際映画祭パルム・ドールを獲得するなど国際的に高い評価を受け、ソン自身もロサンゼルス映画批評家協会賞助演男優賞ならびに全米映画俳優組合賞キャスト賞を受賞。また、2019年に開催された第72回ロカルノ国際映画祭にて、映画界に貢献した俳優に贈られるエクセレンスアワードを受賞した。2020年、ニューヨークタイムズが選ぶ「21世紀の偉大な俳優25人」の6位に選出された。
2022年、是枝裕和監督作品の『ベイビー・ブローカー』でカンヌ国際映画祭男優賞を受賞し、韓国人俳優として初の快挙を成し遂げた。

## 主な出演作品
※太字は主演

### 映画
- 豚が井戸に落ちた日 돼지가 우물에 빠진 날（1996年） - ドンソク 役
- グリーンフィッシュ 초록물고기（1997年） - パンス 役
- バッドムービー 나쁜 영화（1997年）  - 演技者 ヘンリョ 役
- ナンバー・スリー No.3 넘버 3（1997年） - ジョピル 役
- クワイエット・ファミリー 조용한 가족（1998年） - カン・ヨンミン 役
- シュリ 쉬리（1999年） - イ・ジャンギル 役
- 反則王 반칙왕 （2000年） - イム・デホ 役
- JSA 공동경비구역JSA（2000年） - オ・ギョンピル 役
- 復讐者に憐れみを 복수는 나의 것 （2002年） - パク・ドンジン 役
- 爆裂野球団! YMCA 야구단 （2002年） - イ・ホジャン 役
- 殺人の追憶 살인의 추억（2003年） - パク・トゥマン 役
- 大統領の理髪師 효자동 이발사（2004年） - ソン・ハンモ 役
- 南極日誌 남극 일기（2005年） - チェ・ドヒョン 役
- 親切なクムジャさん 친절한 금자씨（2005年）  - 拉致犯1 役 ※友情出演
- グエムル-漢江の怪物- 괴물（2006年） - パク・カンドゥ 役
- 優雅な世界 우아한 세계（2007年） - カン・イング 役
- シークレット・サンシャイン 밀양（2007年） - キム・ジョンチャン 役
- グッド・バッド・ウィアード 좋은 놈, 나쁜 놈, 이상한 놈（2008年） - ユン・テグ（変な奴） 役
- 渇き 박쥐（2009年）- ヒョン・サンヒョン（神父） 役
- 義兄弟 SECRET REUNION 의형제（2010年） - イ・ハンギュ 役
- 青い塩 푸른소금（2011年） - ユン・ドゥホン 役[33]
- 凍える牙 하울링（2012年） - チョ・サンギル 役[34]
- スノーピアサー Snowpiercer / 설국열차（2013年） - ナムグン・ミンス 役[35]
- 観相師 -かんそうし- 관상（2013年） - キム・ネギョン（観相家） 役[36]
- 弁護人 변호인（2013年） - ソン・ウソク 役[37]
- 王の運命 -歴史を変えた八日間- The Throne / 사도（2015年） - 英祖 役[38]
- 密偵 밀정（2016年） - イ・ジョンチュル 役[39]
- タクシー運転手 約束は海を越えて 택시운전사（2017年） - キム・マンソプ 役[40]
- 麻薬王 마약왕（2018年） - イ・ドゥサム 役[41]
- パラサイト 半地下の家族 기생충（2019年） - キム・ギテク 役[42]
- 王の願い ハングルの始まり 나랏말싸미（2019年） - 世宗大王 役[43]
- 非常宣言 비상선언（2021年） - ク・イノ刑事 役[44]
- ベイビー・ブローカー 브로커（2022年） - ハ・サンヒョン 役[45]
- クモの巣 거미집（2023年）
- 1勝 1승（2023年）

## 受賞歴
- 1997年
  - 第35回大鐘賞 新人賞（No.3）
  - 第18回青龍映画賞 男優助演賞（No.3）
- 1998年
  - 第18回映画評論家協会賞 男優演技賞（No.3）
  - 第18回韓国映画評論家協会賞 男優主演賞（クワイエット・ファミリー）
- 2000年
  - 第5回女性観客映画賞 最高の男性俳優賞（反則王）
  - CINE21映画賞 今年の男性俳優賞（反則王／JSA）
  - 第1回釜山映画評論家協会賞 男優主演賞（JSA）
  - 第3回ディレクターズ・カット・アワード 男性演技者賞（JSA）
- 2001年
  - フランス・ドービル映画祭 主演男優賞（JSA）
  - 第37回百想芸術大賞 映画部門 人気賞（JSA）
  - 第38回大鐘賞 男優主演賞（JSA）
- 2003年
  - 第40回大鐘賞 男優主演賞・人気賞（殺人の追憶）
  - 第11回春史大賞映画祭 男子演技賞（殺人の追憶）
  - 第2回大韓民国映画大賞 男優主演賞（殺人の追憶）
  - 第6回ディレクターズ・カット・アワード 男性演技者賞（殺人の追憶）
  - 第23回韓国映画評論家協会賞 男優主演賞（殺人の追憶）
  - CINE21映画賞 今年の男性俳優賞（殺人の追憶）
  - 第2回CGV観客達が選ぶ今年の映画賞 男性俳優賞（殺人の追憶）
- 2004年
  - 第38回納税者の日 大統領表彰
- 2006年
  - 第9回ディレクターズ・カット・アワード 男性演技者賞（グエムル-漢江の怪物-）
  - CINE21映画賞 今年の男性俳優賞（グエムル-漢江の怪物-）
- 2007年
  - 第1回アジア・フィルム・アワード 主演男優賞（グエムル-漢江の怪物-）
  - 第30回黄金撮影賞 最優秀演技大賞（グエムル-漢江の怪物-）
  - 第28回青龍映画賞 男優主演賞（優雅な世界）
  - ファンタジア国際映画祭 男優主演賞（優雅な世界）
  - 第27回韓国映画評論家協会賞 男優主演賞（優雅な世界）
  - 第8回釜山映画評論家協会賞 男優主演賞（優雅な世界）
  - CINE21映画賞 今年の男性俳優賞（優雅な世界／シークレット・サンシャイン）
  - 第6回大韓民国映画大賞 男優主演賞（シークレット・サンシャイン）
  - 第10回ディレクターズ・カット・アワード 男性演技者賞（シークレット・サンシャイン）
  - 大韓民国大学映画祭 今年の男性俳優賞（シークレット・サンシャイン）
- 2008年
  - 第19回米パームスプリングス国際映画祭 主演男優賞（シークレット・サンシャイン）
- 2009年
  - 第17回春史大賞映画祭 男優主演賞（渇き）
  - 第12回ディレクターズ・カット・アワード 男性演技者賞（渇き）
  - CINE21映画賞 今年の男性俳優賞（渇き）
- 2010年
  - 第1回今年の映画賞 男優主演賞（渇き）
- 2013年
  - 第50回大鐘賞 男優主演賞（観相師 -かんそうし-）
  - 第33回韓国映画評論家協会賞 男優主演賞（観相師 -かんそうし-）
  - スターの夜 大韓民国トップスター授賞式 映画トップスター賞（スノーピアサー／観相師 -かんそうし-）
  - CINE21映画賞 今年の男性俳優賞（スノーピアサー／観相師 -かんそうし-／弁護人）
- 2014年
  - 第35回青龍映画賞 主演男優賞（弁護人）
  - 第22回春史大賞映画祭 男優主演賞（弁護人）
  - 第23回釜日映画賞 男優主演賞（弁護人）
  - 第14回ディレクターズ・カット・アワード 男性演技者賞（弁護人）
  - 第5回今年の映画賞 男優主演賞（弁護人）
  - 第9回マックスムービー最高の映画賞 最高の男性俳優賞（弁護人）
  - スターの夜 大韓民国トップスター授賞式 大韓民国トップスター賞（弁護人）
- 2015年
  - 釜山国際映画祭 カーテンコール賞
- 2016年
  - 第6回美しい芸術人賞 大賞
- 2017年
  - 第53回百想芸術大賞 映画部門 男性最優秀演技賞（密偵）
  - 第8回今年の映画賞 男優主演賞（密偵）
  - 第38回青龍映画賞 主演男優賞（タクシー運転手 約束は海を越えて）
  - 第26回釜日映画賞 男優主演賞（タクシー運転手 約束は海を越えて）
  - ファンタジア国際映画祭 男優主演賞（タクシー運転手 約束は海を越えて）
  - 第4回韓国映画制作家協会賞 男優主演賞（タクシー運転手 約束は海を越えて）
  - 第1回ザ・ソウルアワード 映画部門 男優主演賞（タクシー運転手 約束は海を越えて）
  - 第17回大韓民国青少年映画祭 中年俳優部門 人気映画人賞（タクシー運転手 約束は海を越えて）
- 2019年
  - 第72回ロカルノ国際映画祭 エクセレンスアワード
- 2020年
  - 第26回全米映画俳優組合賞 映画部門 キャスト賞（パラサイト 半地下の家族）
  - ロサンゼルス映画批評家協会賞 助演男優賞（パラサイト 半地下の家族）
- 2022年
  - 第75回カンヌ国際映画祭男優賞（ベイビー・ブローカー）

## 日本語吹き替え
『シュリ』のイ・ジャンギルの吹き替えを担当して以降、山路和弘がほぼ専属（フィックス）で20年近く吹き替えている。山路はガンホに関して、『大統領の理髪師』で吹き替えた際に「加速度的に素晴らしい役者になっていた。“腐った魚の眼”ができる役者になっていた」と絶賛している。
このほかにも、安原義人、堀内賢雄、三木眞一郎、古田新太なども声を当てたことがある。